# Spolno zlitje
V kontekstu spola izraz spolno zlitje ali passing (izv.) opisuje pojav, ko je spol osebe s strani okolice zaznan kot tak, s katerim se identificira in ne kot spol, ki ji je bil pripisan ob rojstvu, tj. se "zlije" s cisspolnimi osebami spola, s katerim se tudi sam identificira. V preteklosti je bil ta pojav pogost tudi pri ženskah, ki so opravljale poklice, ki so jim bili prepovedani (na primer bojne vloge v vojski). Pri transspolnih osebah je uporaba izraza passing pogosta in nakazuje, da je neka transspolna oseba dojeta kot cisspolna v spolu, s katerim se identificira. Oseba, ki je na primer transspolni moški, se lahko zliva oz. pass-a kot cisspolni moški.
Zavod TransAkcija opisuje spolno zlitje (passing) kot »način, kako druge osebe prepoznajo spolno identiteto transspolne osebe. Če torej oseba 'pass-a', je videna kot cis oseba spola, s katerim se identificira.«
V transspolni skupnosti se razpravlja o povezavi med ustrezno rabo izraza zlitje in splošni zaželenosti zlivanja z družbo. Transspolna oseba, ki je dojeta kot cisspolna, se lahko sooča z manj predsodki in nevarnostmi ter lahko ima boljše možnosti za zaposlitev. To se imenuje tudi privilegij zlitja (izv. passing privilege). Zlitje oz. passing je lahko tudi vir potrditve in spolne evforije za transspolne osebe, saj mnogim pomeni, da jih tudi drugi prepoznavajo na enak način, kot se prepoznavajo sami.

## Uporaba izraza
V transspolni skupnosti se izraz passing pogosto uporablja, vendar je marsikdaj kritično obravnavan. Trans avtorica Janet Mock trdi, da izraz »temelji na predpostavki, da se trans osebe zlivajo z družbo kot nekaj, kar niso«, medtem ko »se v resničnosti trans ženska, ki je dojeta kot ženska, ne zliva z družbo, temveč preprosto je«.
Medijski priročnik ameriške nevladne organizacije GLAAD priporoča, da »ni ustrezno uporabljati izraza passing, razen v primeru, kot gre za neposreden citat«. GLAAD daje prednost izrazju, kot je »ni vidno transspolna oseba«.
Povezan izraz prikrito opisuje osebo, ki živi prikrito oz. »v celoti živi svojo spolno identiteto, kot da je to spol, ki ji je bil pripisan ob rojstvu, in z nikomer ne deli informacij glede svoje preteklosti ali dejstva, da je opravil_a tranzicijo«. Nekatere transspolne osebe ne odobravajo uporabe razširjenih izrazov, kot sta passing in povezan izraz prikrito (izv. "stealth"), ker menijo, da v pomenu implicirajo namerno neiskrenost ali zavajanje glede spolne identitete.

## Pripisovanje spola
Koncept spolnega zlitja je tesno povezan s konceptom pripisovanja spola in z binarnim spolnim sistemom. Pripisovanje spola je proces, v katerem se opazovalec odloči, katerega spola je po njegovem mnenju druga oseba. Ko to enkrat stori in izbere spol, ki ji ga določi, si težko premisli in osebo vidi kot osebo drugega spola. Pripisovanje spola se uporablja za oblikovanje začetnih domnev o osebi, da bi lahko o njej sklepal druge podrobnosti ali vidike.
Opazovalec običajno pripiše osebi spol na podlagi spola, ki ga prepozna kot njen biološki spol, in je navadno podvrženo binarni spolni razvrstitvi. Ker pa v večini socialnih interakcij ne more opazovati telesnih značilnosti druge osebe, kot so genitalije (na podlagi katerih se pripisuje pri rojstvu biološki spol, tj. pripisan spol), se opazovalec zateče k drugim vizualnim namigom, da bi prepoznal spol druge osebe. Ta koncept so raziskovali S. J. Kessled, W. McKenn in H. Garfinkel in ga poimenovali »ne neposredno vidni 'kulturni genitalij'«, za katerega se pričakuje, "da obstaja v kulturnem smislu, če se predpostavlja, da ga oseba ima."

## Zlitje v željenem spolu
Zlitje običajno vključuje kombinacijo spolnega izraza, tj. videza, ki nakazuje spol, kot so na primer pričeska in oblačila, ter vedenjskih lastnosti, ki so kulturno povezane z določenim spolom. Neuspeh pri prizadevanjih osebe, da bi se zlila v željenem spolu, se običajno imenuje tudi, da je bila oseba prebrana ali opažena (izv. clocked).

### Privilegij zlitja
Privilegij zlitja (izv. passing privilege) opisuje pojav, ko se transspolne osebe soočajo z manj predsodki, če so dojete kot cisspolne osebe v spolu, s katerim se identificirajo. To vključuje tudi manjše tveganje za nadlegovanje in nasilje ter boljše zaposlitvene možnosti. Nekatere raziskave med transspolnimi brezdomnimi osebami so pokazale tudi, da uspešno zlitje lahko zmanjša verjetnost, da bo oseba doživela brezdomstvo, in izboljša njegove izkušnje z zavetišči za brezdomce.

### Tveganja neuspešnega zlitja
Tveganja neuspešnega zlitja v spolu, ki ga oseba izraža, se lahko razlikuje glede na okoliščine. V nekaterih okoljih lahko ima razkritje osebe kot transspolne ali spolno nenormativne negativen vpliv na kulturno izkušnjo te osebe, s pogostimi posledicami zanemarjanja, zlorabe ali izključitve s strani družbenega okolja.
Biti dojet kot transspolna oseba je lahko na družbenem nivoju veliko tveganje, saj so posledice neuspešnega zlitja lahko sovražne, grozeče in/ali nasilne. Neuspešno zlitje se lahko bere kot »diskreditacija avtentičnosti osebe«. Pogosto se zgodi, da se tekom procesa tranzicije osebe zlivajo vse bolj učinkovito, nato pa doživljajo pritisk po ohranitvi tega standarda, »tudi če je ta prežet s ponotranjeno mizoginijo, toksično moškostjo in ponižujočo heteronormativnostjo«.
Za mnoge transspolne osebe je lahko zlitje ključnega pomena, saj se v družbi soočajo z visoko stopnjo diskriminacije, še posebej tiste trans osebe, ki pripadajo tudi drugim marginaliziranim skupinam (npr. na podlagi rase ali ekonomskega položaja). Po podatkih iz ameriške raziskave iz leta 2015 je bilo 88 % vprašanih transspolnih oseb zavrnjenih pri enaki obravnavi in dostopu do storitev zaradi svoje trans identitete. Izkušnja transfobije lahko negativno vpliva tudi na duševno zdravje.

## Odnosi do zlitja v transspolni skupnosti
Številne transspolne osebe živijo in delajo v spolnem izrazu, ki izraža njihovo spolno identiteto in si prizadevajo, da bi bili sprejeti kot pripadniki tega spola in ne spola, ki jim je bil pripisan ob rojstvu. Zato passing ni le možnost, h kateri trans osebe lahko stremijo ali ne, temveč je za mnoge transspolne osebe nujnost, če želijo živeti v miru.
Osebni pogledi na zlitje ter želja ali potreba po zlitju so stvar posameznika in so obenem neodvisni od tega, ali je posameznik opravil postopek medicinske tranzicije in/ali pravno spremenil spol.
Nekatere transspolne osebe lahko imajo drugačen odnos do passinga. Lahko se na primer ne trudijo zliti v želenem spolu iz različnih razlogov, lahko pa sta spolno neskladna ali nedoločljiva videz in vedenje izraz spola te osebe (pogosto imenovano tudi genderfuck, tj. ko oseba zavestno pošilja mešane signale glede svojega spola).
Nekatere transspolne osebe, še posebej nebinarne osebe, opozarjajo na to, da koncept zlitja briše njihovo izkušnjo biti transspolna oseba in želijo biti tudi dojete kot transspolne osebe. Nekatere trans osebe razumejo zlitje celostno kot zastarel koncept, ki izhaja iz zastarelih pogledov na spol in verjamejo, da bi se morale trans osebe manj spraševati o tem, kaj drugi pričakujejo od njih, in več o tem, v kakšnem izrazu svoje identitete se najbolje počutijo.
Transspolna aktivistka Leslie Feinberg je v knjigi Stone Butch Blues o svoji spolni izkušnji zapisala: »Kdo sem bila zdaj – ženska ali moški? Na to vprašanje ni bilo mogoče odgovoriti, dokler sta bili to edini izbiri. Nikoli ni bilo mogoče odgovoriti, če ga je bilo treba zastaviti.«